# تیدیان کیتا
تیدیان کیتا (انگلیسی: Tidiane Keita؛ زادهٔ ۱۸ سپتامبر ۱۹۹۶) بازیکن فوتبال است.